# Schloss Pretzfeld

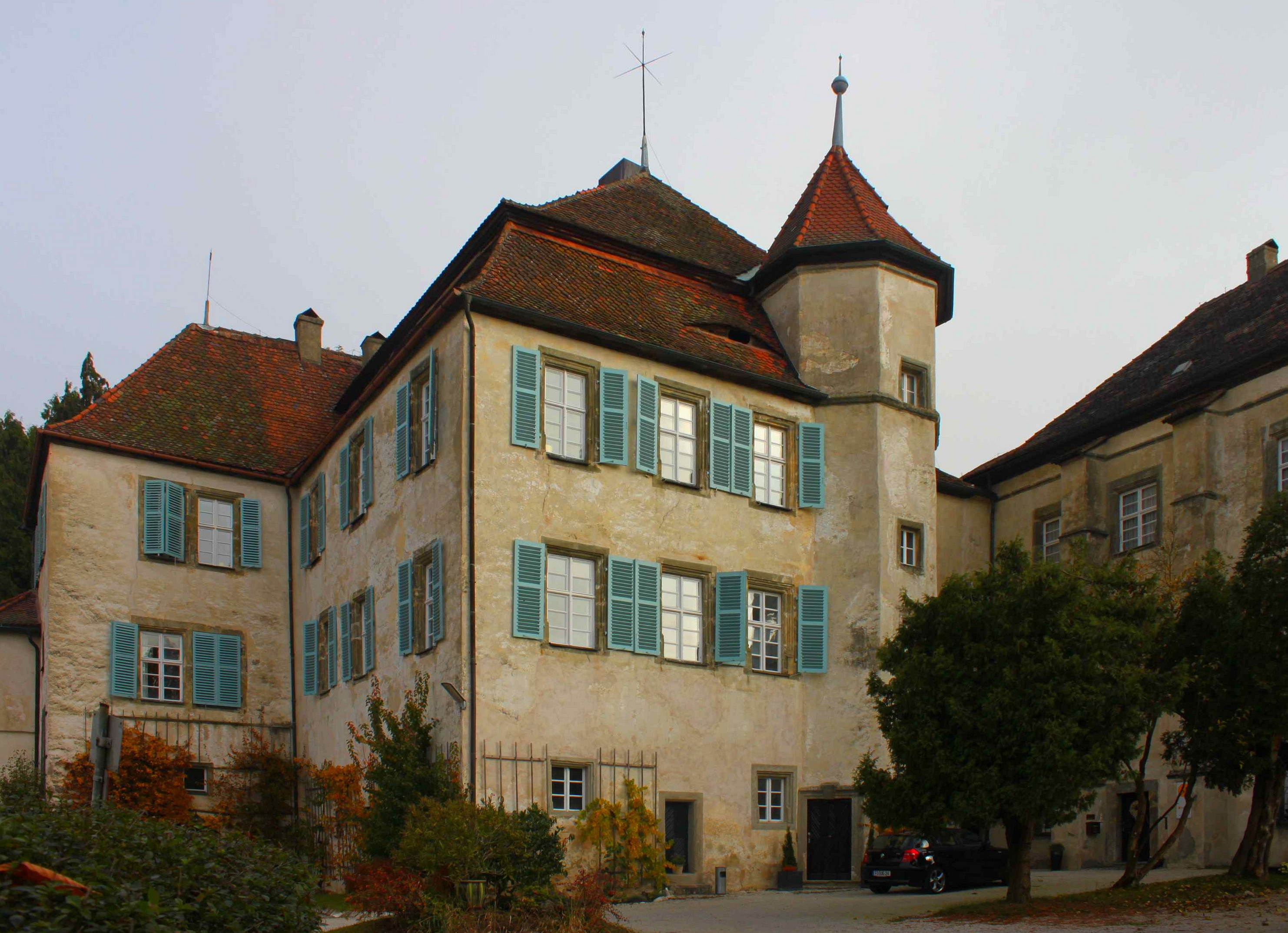
Schloss Pretzfeld

Das Schloss Pretzfeld ist ein Schloss in Pretzfeld, einem Markt im Landkreis Forchheim in Oberfranken in Bayern. Das Bauensemble ist unter der Denkmalnummer D-4-74-161-15 als Baudenkmal in der Bayerischen Denkmalliste eingetragen.

## Beschreibung
Der dreigeschossige Gebäudekomplex des Schlosses besteht aus zwei im Winkel aneinanderstoßenden Gebäudetrakten vom Ende des 16. Jahrhunderts, einem im Norden und einem mit Strebepfeilern gestützten im Osten mit Walmdächern und dem in den Hof nach Süden vorspringenden Gebäudetrakt mit einem Mansardwalmdach, der im Kern spätmittelalterlich ist, und an den ein achteckiger Treppenturm mit einem Zeltdach angebaut ist.